# Вильерс, Мартинус Лоуренс де
Доктор Мартинус Лоуренс де Вильерс (африк. Marthinus Lourens (M.L.) de Villiers; 31 июля 1885, Парл, Западно-Капская провинция — 17 мая 1977, Веллингтон, там же) — южноафриканский композитор, автор песни «Зов Южной Африки», служившей гимном ЮАР до 1994 года, а позднее включённой в состав нового гимна. В 1912—1930 годах был проповедником Нидерландской реформатской церкви ЮАР, а после этого и до своей смерти — профессиональный музыкант и композитор.

## Биография
Родители, Дирк де Вильерс и Тина Смит, сами были профессиональными музыкантами (отец к тому же — композитором церковной музыки для органа) и уже через три года после рождения сына основали в г. Веллингтон музыкальный институт. В этом институте мать обучала сына игре на пианино, а отец — на органе и скрипке, а также гармонии. Позднее он также обучился игре на кларнете и вместе с отцом играл в Веллингтонском оркестре медных инструментов.
С 1905 по 1970 г. он был преподавателем музыки в городке Вепенер в провинции Фри-Стейт, где он стал ключевой фигурой местной музыкальной жизни. Он основал духовой оркестр, давал уроки игры на различных музыкальных инструментах (фортепиано, скрипка, орган и кларнет), был органистом церковной общины, руководил церковным хором, для которого сочинял песни. На де Вильерса большое впечатление произвёл визит в город известного тогда южноафриканского композитора Босмана де Равелли, который одобрительно отозвался о его творчестве.
В те годы язык африкаанс всё ещё традиционно считался не самостоятельным языком, а грубым диалектом нидерландского языка, однако уже набирало силу движение сторонников его официального признания. В 1911 г. де Вильерс сочинил своё первое музыкальное произведение с текстом на языке африкаанс.
В 1912—1919 он работал в Глен-Линден, а с 1919 г. — в Симонстаде. Именно там в 1921 г. он сочинил музыку, на которую позднее были положены стихи «Зов Южной Африки» К. Я. Лангенховена и которая стала гимном ЮАР.
С 1911 г. был женат на Джемиме (Мимми) Сюзанне дю Плесси, которая родила ему двоих сыновей, один из которых стал музыкальным администратором, а второй дирижёром, и двоих дочерей.